# ジュール＝シャルル・アヴィア
ジュール＝シャルル・アヴィア（Jules-Charles Aviat、生まれた時の姓:モーペラン（Mauperrin）、1844年6月26日 - 1931年1月23日）は、フランスの画家である。

## 略歴
オーブ県のブリエンヌ＝ル＝シャトー(Brienne-le-Château)で生まれた。1854年に父親が亡くなった後、母親は鉄道会社の監督と再婚した。義理の父親の弟、オーギュスト＝ルイ・アヴィアは風景画家、写真家で、ジュール＝シャルル・アヴィアは義理の伯父の影響を受けて画家を目指し、義理の父の姓を画家としての名前として名乗った。
1867年から1870年の間、ローマに滞在し、在ローマ・フランス・アカデミーの校長としてローマにいた画家のエルネスト・エベールと知り合い、アドヴァイスを受けた。フランスに戻った後、彫刻家のラフランス（Jules-Isidore Lafrance）や画家のカロリュス＝デュランやレオン・ボナの学生となった。アヴィオはピエール・ピュヴィス・ド・シャヴァンヌとともに、彼らとパリの建物の装飾画を描いた。1875年に、キューバ出身のパリの精神科医の娘と結婚し、その後5人の子供をもうけた。
風景画、風俗画も描いたが、人物画、肖像画を得意として、ファッショナブルな女性の人物画を描いて、その分野でレオン・ボナ、アンリ・ジェルベクス、フランソワ・フラマン、モーリス・シャバといった画家と競いあった。
1905年にアメリカ合衆国のケンタッキー州ルイビルの実業家夫妻がパリの展覧会を訪れ、家族の肖像画を描く画家としてアヴィアを選び、アメリカ合衆国へ招いた。1905年12月から4カ月ほどルイビルに滞在し何枚かの肖像画を描き、その後、アメリカ各地を旅して1907年にフランスに戻った。
晩年はドルドーニュのペリグーに引退し、ペリグーで亡くなった。

## 作品

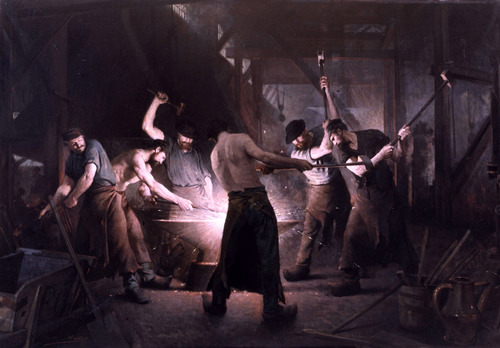
鍛造工 (1880)
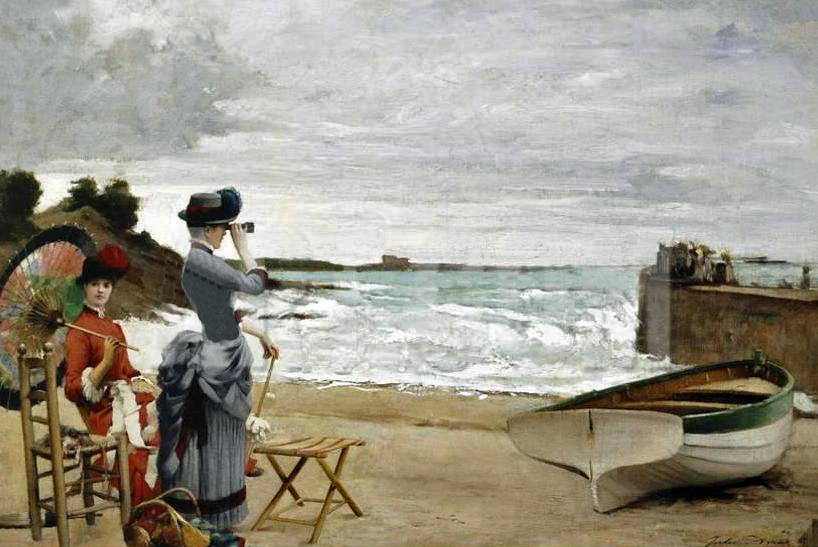
海岸の貴婦人
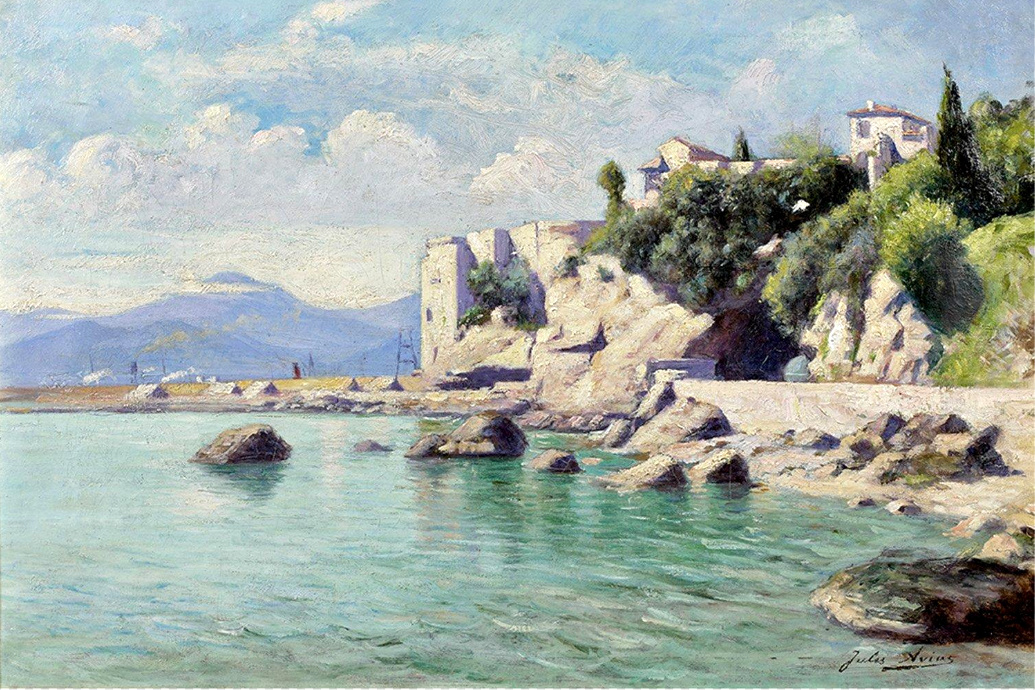
アルジェリアのベジャイア (1909)

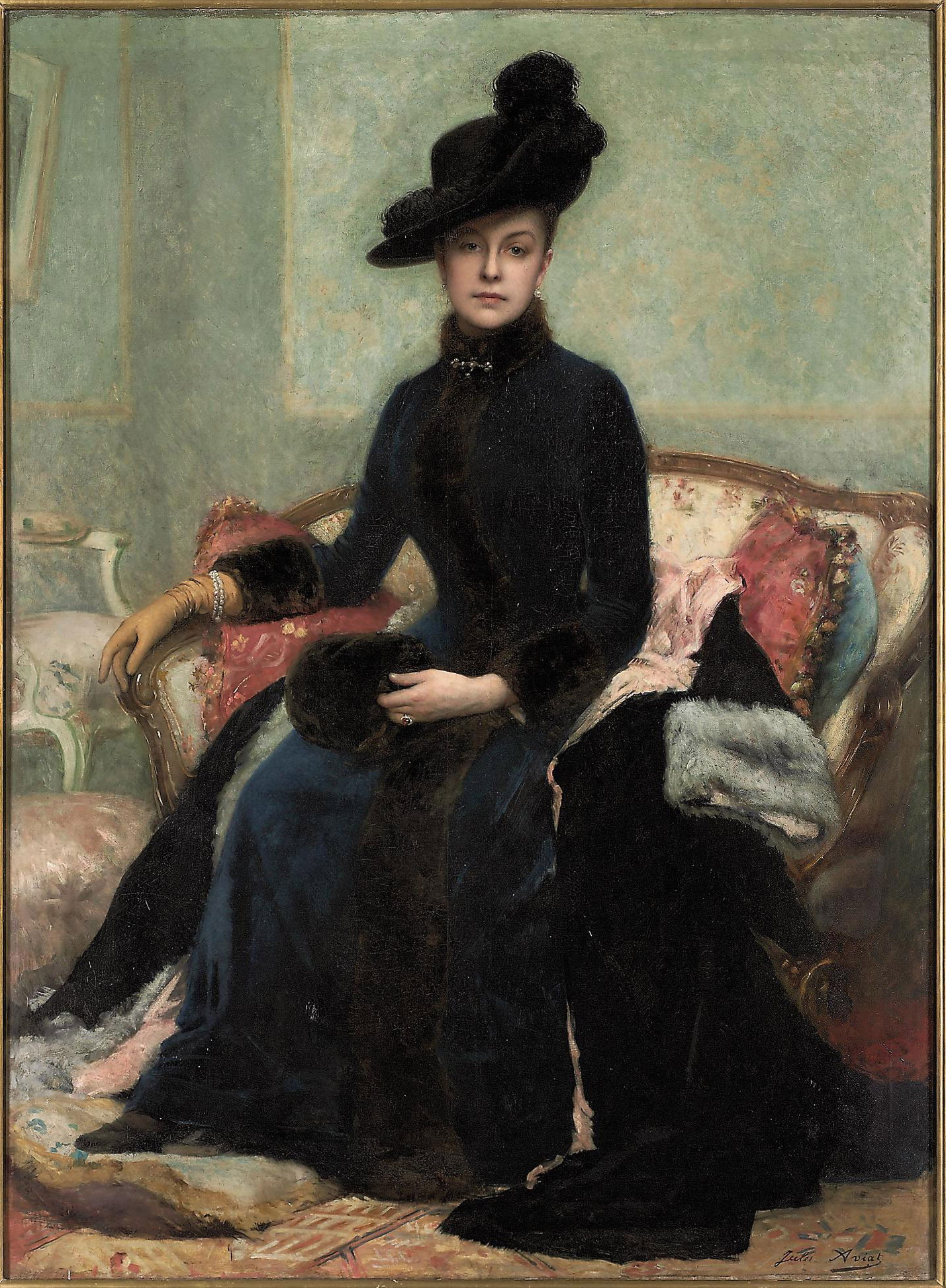
アデリーナ・パッティ-オペラ歌手(1887)
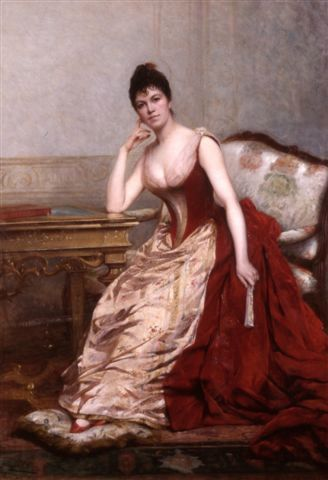
(1889)
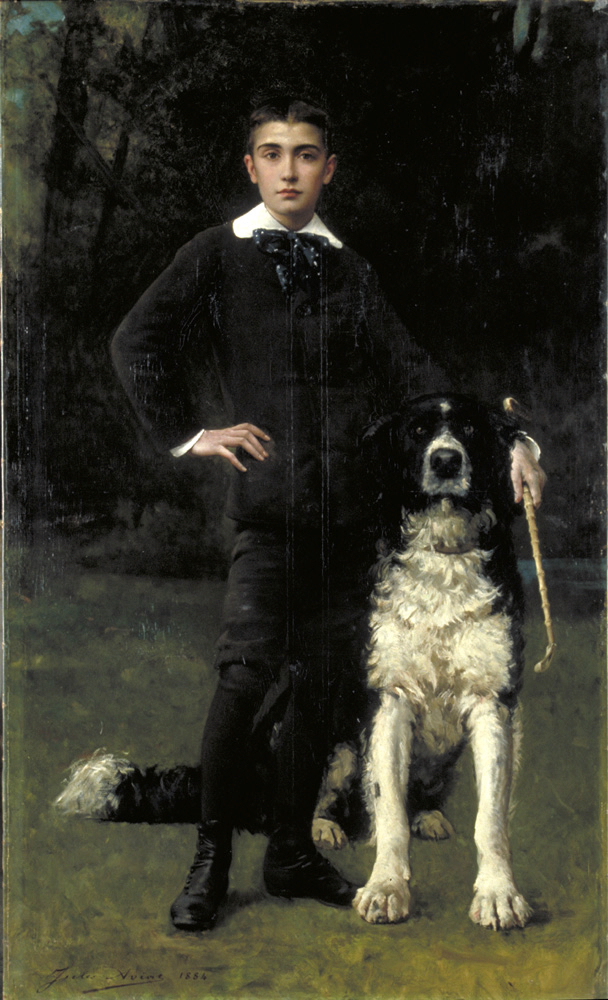
(1884)
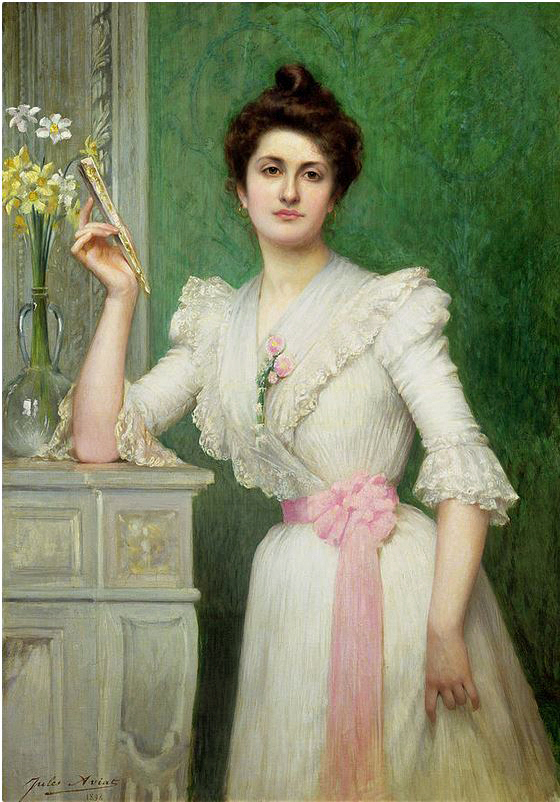
(1898)